# Roger Eatwell

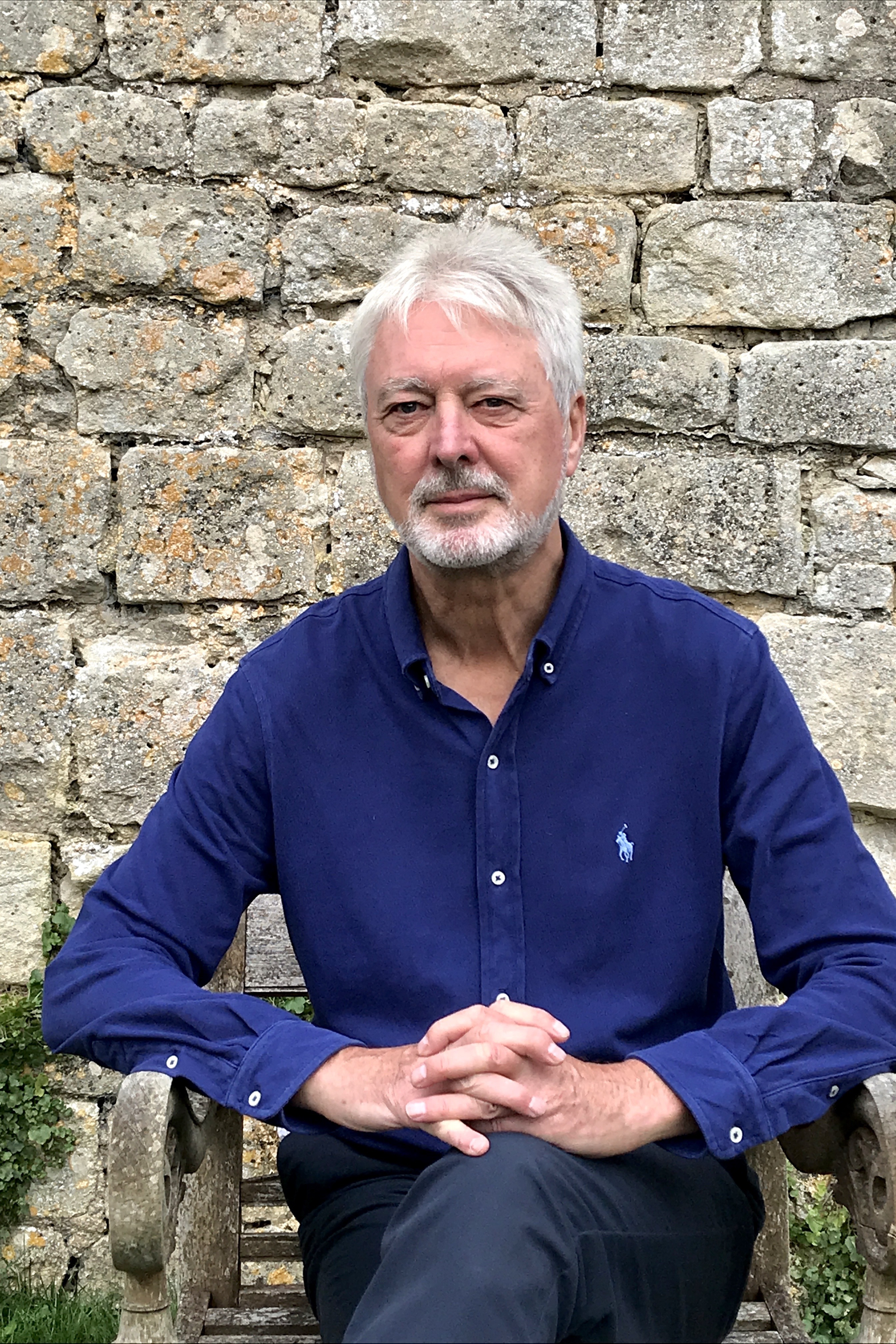
Roger Eatwell (2018)

Roger Eatwell (* 5. Januar 1949) ist ein britischer Politologe und emeritierter Professor für Vergleichende Politikwissenschaft an der University of Bath. Seine Interessen gelten der Faschismustheorie und dem Populismus.
Eatwell studierte am Balliol College in Oxford, wo er auch 1976 promovierte mit einer Dissertation zur Geschichte der Labour Party in den 1930er Jahren. Seit 1974 lehrte er an der Universität Bath.

## Werk
Eatwell (2003, 2011) definiert Faschismus als synkretistische Ideologie, die auf Massen und Intellektuelle in einigen Ländern attraktiv wirkte. Politische Eliten erwogen  den radikalen Faschismus in ihrem Sinne zu nutzen. Zur Ideologie gehörte ein ganzheitlicher Nationsbegriff mit überwundenen Teilungen in der Gesellschaft, der Plan einer neuen Elite und der Ideologie ergebener Anhänger sowie das Bild eines autoritären Staates, der einen dritten Weg zwischen Kommunismus und Kapitalismus verfolge (… "to create a "new man" (especially an elite) who would forge a holistic nation and radical Third Way state", Aufl. 2003, Introduction I).
Dagegen kennzeichnen den Populismus nach Eatwell andere Faktoren: das Bedürfnis einem populären Willen zu folgen, eine Verteidigung des gemeinen Volkes und eine Kritik der liberalen Eliten in Wirtschaft und Politik
Im Buch über den nationalen Populismus (2018) liegt der Akzent auf vier langwährenden Faktoren, genannt die "4 Ds": wachsendes Misstrauen (distrust) gegenüber den politischen Eliten in den liberalen Demokratien; wachsende Ängste vor der Zerstörung (destruction) nationaler und lokaler Gemeinschaften; wachsende Besorgnisse über die relative Enteignung (deprivation) und Zukunftsängste; wachsendes Nachlassen der Identifikation (dealignment) mit den Parteien des Mainstreams.

## Schriften
- mit Anthony Wright: Labour and the Lessons of 1931. In: History. Band 63, Nr. 207, 1978, ISSN 0018-2648, S. 38–53, JSTOR:24410395.
- The 1945–1951 Labour governments. Batsford Academic, London 1979, ISBN 0-7134-0262-8.
- The nature of the right: European and American politics and political thought since 1789 (= Themes in right-wing ideology and politics series). Pinter, London 1992, ISBN 0-86187-934-1.
- Fascism: a history. Pimlico, London 2003, ISBN 1-84413-090-8.[2][3]
- Charisma and fascism in interwar Europe (= Totalitarian movements and political religions). Routledge, Taylor & Francis Group, London New York 2007, ISBN 978-0-415-41983-3.
- Fascism and Racism. In: John Breuilly (Hrsg.): The Oxford handbook of the history of nationalism. Oxford university press, Oxford 2013, ISBN 978-0-19-920919-4, S. 573–591.
- Populism and Fascism. In: Rovira Kaltwasser, Cristobal et al. (Hrsg.): The Oxford handbook of populism (= Oxford handbooks). Oxford university press, Oxford 2017, ISBN 978-0-19-880356-0, S. 363–383.
- mit Matthew J. Goodwin: National populism: the revolt against liberal democracy. Pelican, London 2018, ISBN 978-0-241-31200-1. 2018 Sunday Times book of the year.
- Charisma and the Radical Right. In: Jens Rydgren (Hrsg.): The Oxford handbook of the radical right. Oxford university press, New York 2018, ISBN 978-0-19-027455-9, S. 251–268.